# سارة رايت
سارة رايت (بالإنجليزية: Sarah Wright)‏ (و. 1983 – م) هي ممثلة، وعارضة، وممثلة تلفزيونية، من الولايات المتحدة الأمريكية، ولدت في لويفيل، كنتاكي.

## أعمالها

### الأفلام
- وصيف الشرف (2008)
- ذي هاوس باني (2008)
- 21 وأكثر (2013)
- سلوك مخزي (2014)
- صناعة أمريكية (2017)

## وصلات خارجية
- سارة رايت على موقع IMDb (الإنجليزية)
- سارة رايت على موقع ألو سيني (الفرنسية)
- سارة رايت على موقع ميوزك برينز (الإنجليزية)
- سارة رايت على موقع قاعدة بيانات الفيلم (الإنجليزية)
- سارة رايت على موقع كينوبويسك (الروسية)